# Geófita

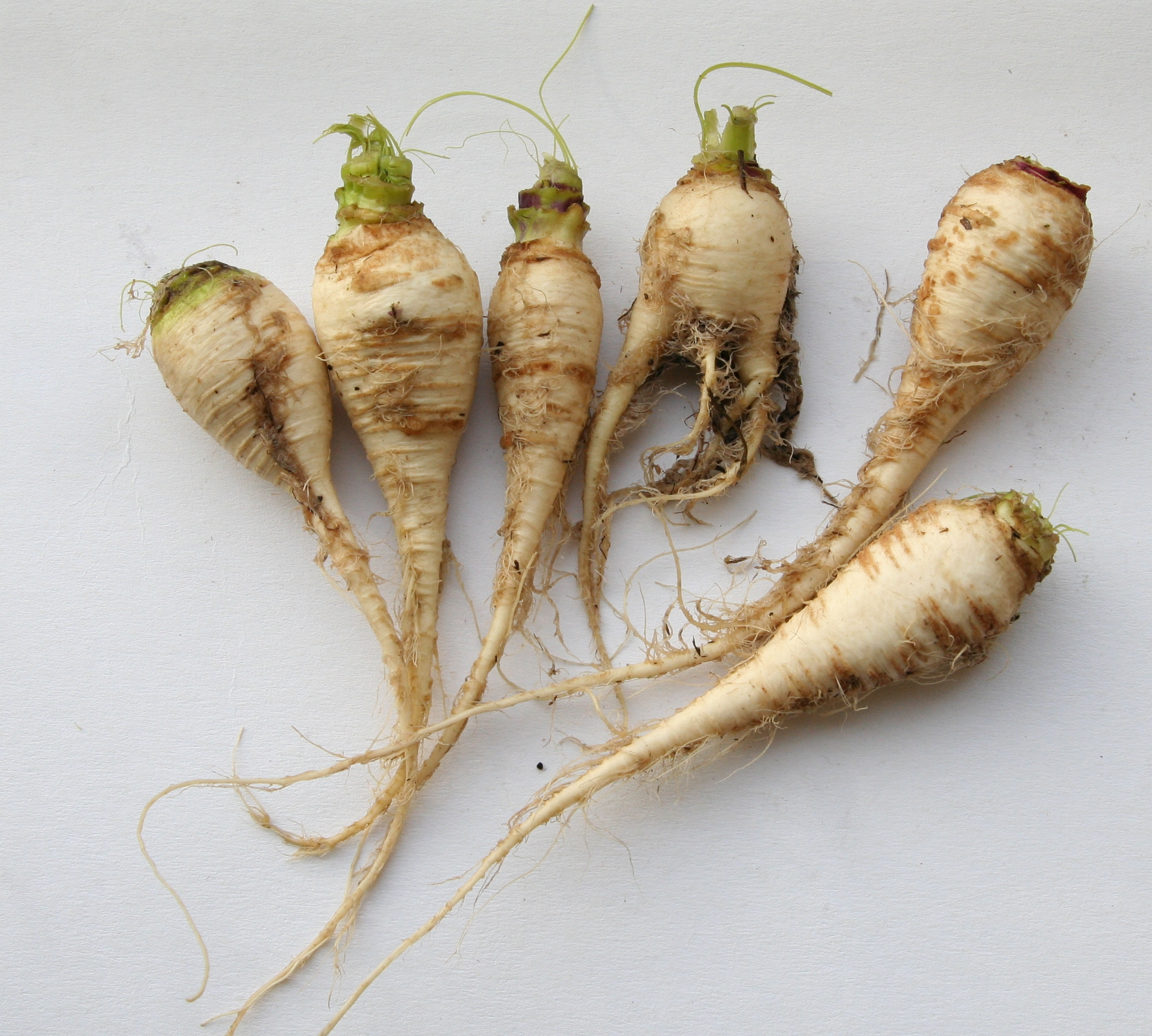
Os nabos são plantas geófitas

Geófita é um termo botânico que se refere às espécies vegetais que permanecem subterrâneas durante a época desfavorável para seu crescimento, sob a forma de bulbo, rizoma, tubérculo ou raízes gemíferas. O termo provém do grego geo, terra e phyto, planta.
As plantas, em seu processo de adaptação ao clima e aos ambientes diversos, desenvolveram uma série de caracteres externos, morfológicos e estruturais. Estes caracteres externos predominantes formam categorias que são essenciais para o conhecimento das formações e comunidades vegetais da terra: os biotipos.
No sistema de Raunkiær o biotipo geófita é, precisamente, a planta cujos órgãos permanentes são os subterrâneos: (bulbo, rizomas, tubérculos, etc.